# Станелиене, Дануте Юргио
Дану́те Ю́ргио Станеле́не (Маркауске́не) (лит. Danutė Stanelienė; 20 апреля 1922, деревня Пелуцмургяй, Мариямпольский уезд, Литва — 8 августа 1994, Вильнюс, Литва) — пулемётчик-наводчик станкового пулемёта 167-го стрелкового полка 16-й Литовской стрелковой дивизии, первая из четырёх женщин — полных кавалеров ордена Славы.

## Биография
Родилась 20 апреля 1922 года в деревне Пелуцмургай Мариампольского уезда (Литва) в крестьянской семье. Литовка. Окончила четыре класса. В начале Великой Отечественной войны была эвакуирована в Ярославскую область. Работала в колхозе.
В Красную армию вступила добровольцем в 1942 году. Окончила курсы пулемётчиков. На фронте в Великую Отечественную войну с декабря 1942 года.
Пулемётчик 167-го стрелкового полка (16-я стрелковая дивизия, 4-я ударная армия, 1-й Прибалтийский фронт) красноармеец Дануте Станелиене 16 декабря 1943 года в бою за деревню Родные, что в десяти километрах северо-западнее населённого пункта Городок Витебской области, заменила выбывшего из строя командира пулемётного отделения. Когда были выведены из строя бойцы отделения, отважная девушка, оставшись одна у пулемёта, поддерживала огнём наступающую пехоту. За мужество и отвагу, проявленные в боях, 3 января 1944 года красноармеец Станелиене Дануте Юргио награждена орденом Славы 3-й степени (№ 1303). Член ВКП(б)/КПСС с 1944 года.
Наводчик станкового пулемёта того же 167-го стрелкового полка сержант Станелиене в период с 1 по 10 июля 1944 года в боях в районе деревень Узница и Лютовка, расположенных в 15-16 км севернее и северо-западнее белорусского города Полоцка, метким пулемётным огнём отразила свыше десяти контратак и уничтожила до сорока гитлеровских солдат. За мужество и отвагу, проявленные в боях, 26 августа 1944 года сержант Станелиене Дануте Юргио награждена орденом Славы 2-й степени (№ 3968).
Наводчик станкового пулемёта 167-го стрелкового полка 16-й Литовской стрелковой дивизии (2-я гвардейская армия, 1-й Прибалтийский фронт) сержант Дануте Станелиене 8 октября 1944 года в бою за литовский населённый пункт Байнуты уничтожила вражеского снайпера, трёх автоматчиков, взяла в плен одного гитлеровского пехотинца. Указом Президиума Верховного Совета СССР от 24 марта 1945 года за образцовое выполнение заданий командования в боях с немецко-фашистскими захватчиками сержант Станелиене Дануте Юргио награждена орденом Славы 1-й степени (№ 38), став полным кавалером ордена Славы и первой из женщин — воинов Красной армии, удостоенной орденов Славы всех трёх степеней.
В 1945 году старшина Станелиене Д. Ю. была демобилизована. Работала референтом в Совете Министров Литовской ССР в Президиуме Верховного Совета. В феврале 1960 — октябре 1962 — старший инспектор отдела кадров опытного завода Вильнюсского конструкторско-технологического бюро. С августа 1963 года по сентябрь 1974 года, с перерывом, работала прессовщицей и бригадиром-инструктором прессового цеха Вильнюсского завода пластмассовых изделий. В декабре 1969 года из-за тяжёлого заболевания аллергией была вынуждена уволиться с предприятия, но сразу после выздоровления — в октябре 1970 года вновь вернулась на завод, Жила в столице Литвы — городе Вильнюсе. Скончалась 8 августа 1994 года. Похоронена в Вильнюсе на кладбище Салтонишкес.

## Награды
- ордена Славы 1-й, 2-й и 3-й степени
- орден Октябрьской Революции
- орден Отечественной войны 1-й степени
- орден Трудового Красного Знамени
- медали СССР